# شهرستان چویسکی
شهرستان چویسکی (به لاتین: Choysky District) یک شهرستان در روسیه است که در جمهوری آلتای واقع شده‌است.